# Mijači (Serbia)
Mijači (cyr. Мијачи) – wieś w Serbii, w okręgu kolubarskim, w mieście Valjevo. W 2011 roku liczyła 163 mieszkańców.